# Karanténní škodlivý organismus
Karanténní škodlivý organismus je organismus, jehož případný výskyt musíme povinně a neodkladně ohlásit, aby bylo možné provést patřičná karanténní opatření. Ohlašovací povinnost vyplývá ze zákona a nesplnění povinnosti je trestné.

## Právní předpisy
Ohlašovací povinnost výskytu a podezření z výskytu škodlivého organismu vyplývá z § 9 zákona č. 326/2004 Sb., o rostlinolékařské péči a o změně některých souvisejících zákonů.
To, kterých škodlivých organismů se ohlašovací povinnost týká, stanovují:
- vyhláška č. 215/2008 Sb., o opatřeních proti zavlékání a rozšiřování škodlivých organismů rostlin a rostlinných produktů
  - v příloze č. 1 části A
  - v příloze č. 2 části A
- právní předpisy Ústředního kontrolního a zkušebního ústavu zemědělského (dříve Státní rostlinolékařské správy) o mimořádných rostlinolékařských opatřeních.[2]

Ohlašovací povinnost má každý, kdo zjistil výskyt nebo má důvodné podezření na výskyt škodlivého organismu uvedeného v příloze č. 1 části A anebo v příloze č. 2 části A k vyhlášce č. 215/2008 Sb. Kromě těchto škodlivých organismů je povinnost ohlášení výskytu nebo podezření na výskyt stanovena v právních předpisech Ústředního kontrolního a zkušebního ústavu zemědělského (nadále ÚKZÚZ) o mimořádných rostlinolékařských opatřeních (nařízení ÚKZÚZ, resp. Státní rostlinolékařské správy, publikovaná na webu ÚKZÚZ): http://eagri.cz/public/web/ukzuz/portal/skodlive-organismy/vnitrni-trh-eu/fytosanitarni-opatreni) u následujících škodlivých organismů: dřepčíků Epitrix cucumeris, E. similaris, E. subcrinita a E. tuberis, nosatce Rhynchophorus ferrugineus, plžů rodu Pomacea, bakterie Pseudomonas syringae pv. actinidiae a houbového patogenu Gibberella circinata.
Ohlašovací povinnost splní občan podáním informace místně příslušnému obecnímu úřadu nebo ÚKZÚZ, a to písemně, telefonicky, e-mailem či osobně. K ohlášení není zaveden žádný formulář a občan nepotřebuje k hlášení doklady. Obecní úřad má povinnost sdělit informaci o ohlášení ÚKZÚZ, a to písemně a neprodleně.
Fyzické osobě, která se dopustí přestupku nesplněním ohlašovací povinnosti, může ÚKZÚZ uložit pokutu podle § 79b odst. 1 písm. c) zákona č. 326/2004 Sb. do výše 30 000 Kč.
Právnické osobě, která se dopustí správního deliktu nesplněním ohlašovací povinnosti, může ÚKZÚZ uložit pokutu podle § 79f odst. 1 písm. d) zákona do výše 500 000 Kč.

## Rada EU
Seznamy v přílohách vyhlášky 215/2008 Sb. se shodují s výčty škodlivých organismů v přílohách směrnice Rady 2000/29/ES (viz Směrnice Rady 2000/29/ES ze dne 8. května 2000, o ochranných opatřeních proti zavlékání organismů škodlivých rostlinám nebo rostlinným produktům do Společenství a proti jejich rozšiřování na území Společenství). Shoduje se rovněž rozsah regulace jednotlivých škodlivých organismů; pro část vyjmenovaných organismů (Příloha č. 1 vyhlášky 215/2008 Sb.) platí zákaz zavlékání a rozšiřování bez výjimky, pro druhou část organismů (Příloha č. 2 vyhlášky 215/2008 Sb.) je zákaz specifikován podle hostitelských rostlin nebo typu a původu komodity.

## EPPO
Kromě karanténních škodlivých organismů stanovených právními předpisy ČR jsou důležité i seznamy škodlivých organismů, které publikuje Evropská a středomořská organizace pro ochranu rostlin (European and Mediterranean Plant Protection Organization – EPPO), jejímž členem ČR je. Jsou to:
- seznamy karanténních škodlivých organismů, které EPPO doporučuje svým členským zemím regulovat;
- varovný seznam škodlivých organismů, který upozorňuje na nová možná fytosanitární rizika.

Škodlivé organismy uváděné ve varovném seznamu jsou podrobovány analýzám rizika a podle výsledků analýz jsou buď přeřazeny do seznamu karanténních škodlivých organismů, nebo jsou ze seznamů vyřazeny. (Další informace k EPPO viz https://www.eppo.int/)

## Ze zemí ležících mimo území EU je povoleno si dovézt
- ovoce a zelenina kromě hlíz bramboru (Solanum tuberosum L.) – 2 kg
- řezané květiny a části rostlin tvořící jednu kytici – 1 kytice (pokud neobsahuje karanténní organismy nebo jejich části)
- osivo kromě semen bramboru – 5 sáčků v originálním balení pro drobný prodej

## Škodlivé organismy, jejichž zavlékání a rozšiřování je zakázáno

### Rostliny
- Cabomba caroliniana Gray
- Crassula helmsii (Kirk) Cockayne
- Eichhornia crassipes (Mart.) Solms
- Heracleum mantegazzianum Sommier et Levier
- Heracleum persicum Desf. ex Fisch.
- Heracleum sosnowskyi Mandenova
- Hydrocotyle ranunculoides L.
- Lysichiton americanus Hultén et H. St. John.
- Polygonum perfoliatum L.
- Pueraria lobata (Willd.) Ohwi
- Senecio inaequidens DC.
- Sicyos angulatus L.
- Solanum elaegnifolium Cav.[3]

### Škodlivé organismy, které se nevyskytují v žádné části Evropské unie a jsou závažné pro celou Evropskou unii

#### Hmyz, roztoči a háďátka ve všech stadiích vývoje
- Acleris spp. (neevropské druhy)
- Amauromyza maculosa (Malloch)
- Anomala orientalis Waterhouse
- Anoplophora chinensis (Forster)
  - Anoplophora glabripennis (Motschulsky)
- Anoplophora malasiaca (Thomson)
- Arrhenodes minutus Drury
- Bemisia tabaci (Gennadius) /neevropské populace/, jako přenašeč virů, kterými jsou zejména:
  - Bean golden mosaic virus /begomovirus/
  - Cowpea mild mottle virus /carlavirus/
  - Lettuce infectious yellows virus /closterovirus/
  - Pepper mild tigré virus /begomovirus/
  - Squash leaf curl virus /begomovirus/
  - Euphorbia mosaic virus /begomovirus/
  - Florida tomato virus /syn. = Tomato mottle begomovirus/
- Cicadellidae (neevropské druhy), přenášející Pierce's disease (působenou bakterií Xylella fastidiosa Wells et al.), kterými jsou zejména:
  - Carneocephala fulgida Nottingham
  - Draeculacephala minerva Ball
  - Graphocephala atropunctata (Signoret)
- Choristoneura spp. (neevropské druhy)
- Conotrachelus nenuphar (Herbst)
  - Dendrolimus sibiricus Tschetverikov
  - Diabrotica barberi Smith et Lawrence
  - Diabrotica undecimpunctata howardi Barber
  - Diabrotica undecimpunctata undecimpunctata Mannerheim
  - Diabrotica virgifera zeae Krysan et Smith
- Heliothis zea (Boddie) /syn. = Helicoverpa zea (Boddie)/
  - Hirschmanniella spp., kromě Hirschmanniella gracilis (de Man) Luc et Goodey
- Liriomyza sativae Blanchard
- Longidorus diadecturus Eveleigh et Allen
- Monochamus spp. (neevropské druhy)
- Myndus crudus Van Duzee
- Nacobbus aberrans (Thorne) Thorne et Allen
  - Naupactus leucoloma Boheman
- Premnotrypes spp. (neevropské druhy)
- Pseudopityophthorus minutissimus (Zimmermann)
- Pseudopityophthorus pruinosus (Eichhoff)
  - Rhynchophorus palmarum (L.)
- Scaphoideus luteolus Van Duzee
- Spodoptera eridania (Cramer)
- Spodoptera frugiperda (Smith)
- Spodoptera litura (Fabricius)
- Thrips palmi Karny
- Tephritidae (neevropské druhy), kterými jsou zejména:
  - Anastrepha fraterculus (Wiedemann)
  - Anastrepha ludens (Loew)
  - Anastrepha obliqua (Macquart)
  - Anastrepha suspensa (Loew)
  - Dacus ciliatus Loew
  - Dacus cucurbitae Coquillett /syn. = Bactrocera cucurbitae (Coquillett)/
  - Dacus dorsalis Hendel /syn. = Bactrocera dorsalis (Hendel)/
  - Dacus tryoni (Froggatt) /syn. = Bactrocera tryoni (Froggatt)/
  - Dacus tsuneonis Miyake /syn. = Bactrocera tsuneonis (Miyake)/
  - Dacus zonatus (Saunders) /syn. = Bactrocera zonata (Saunders)/
  - Epochra canadensis (Loew) /syn. = Euphranta canadensis (Loew)/
  - Pardalaspis cyanescens Bezzi /syn. = Trirhithromyia cyanescens (Bezzi)/
  - Pardalaspis quinaria Bezzi /syn. = Ceratitis quinaria (Bezzi)/
  - Pterandrus rosa (Karsch) /syn. = Ceratitis rosa Karsch/
  - Rhacochlaena japonica Ito /syn. = Euphranta japonica (Ito)/
  - Rhagoletis cingulata (Loew)
  - Rhagoletis completa Cresson
  - Rhagoletis fausta (Östen – Sacken)
  - Rhagoletis indifferens Curran
  - Rhagoletis mendax Curran
  - Rhagoletis pomonella (Walsh)
  - Rhagoletis ribicola Doane
  - Rhagoletis suavis (Loew)
- Xiphinema americanum Cobb sensu lato (neevropské populace)
- Xiphinema californicum Lamberti et Bleve – Zacheo

#### Bakterie
- Xylella fastidiosa (Well et Raju)

#### Houby
- Ceratocystis fagacearum (Bretz) Hunt
- Chrysomyxa arctostaphyli Dietel
- Cronartium spp. (neevropské druhy)
- Endocronartium spp. (neevropské druhy)
- Guignardia laricina (Sawada) Yamamoto et Ito /syn. = Botryosphaeria laricina (K. Sawada) Y. Zhong/
- Gymnosporangium spp. (neevropské druhy)
- Inonotus weirii (Murrill) Kotlaba et Pouzar /syn. = Phellinus weirii (Murrill) R. L. Gilbertson/
- Melampsora farlowii (Arthur) Davis
- Monilinia fructicola (Winter) Honey
- Mycosphaerella laricis-leptolepidis Ito et al.
- Mycosphaerella populorum G. E. Thompson
- Phoma andina Turkensteen
- Phyllosticta solitaria Ellis et Everhart
- Septoria lycopersici var. malagutii Ciccarone et Boerema
- Thecaphora solani Barrus
  - Tilletia indica Mitra
- Trechispora brinkmannii (Bresadola) Rogers /syn.= Phymatotrichopsis omnivora (Duggar) Hennebert/

#### Viry a virům podobné organismy
- Elm phloem necrosis mycoplasm /syn. = Elm yellows phytoplasma/

##### Viry a virům podobné organismy bramboru, kterými jsou zejména
- Andean potato latent virus /Potato Andean latent tymovirus/
- Andean potato mottle virus /Potato Andean mottle comovirus/
- Arracacha virus B, oca strain
- Potato black ringspot virus /nepovirus/
- Potato spindle tuber viroid
- Potato virus T /syn. = Potato T trichovirus/
- neevropské izoláty virů bramboru A, M, S, V, X a Y (včetně Yo, Yn a Yc) a Potato leaf roll virus /luteovirus/
- Tobacco ringspot virus /nepovirus/
- Tomato ringspot virus /nepovirus/

##### Viry a virům podobné organismy na kdouli, jahodníku, jabloni, slivoni, hrušni, meruzalce, ostružiníku a révě
zejména
- Blueberry leaf mottle virus /nepovirus/
- Cherry rasp leaf virus /nepovirus/ (americký)
- Peach mosaic virus /Peach latent mosaic pelamoviroid/ (americký)
- Peach phony rickettsia
- Peach rosette mosaic virus /nepovirus/
- Peach rosette mycoplasm /phytoplasma/
- Peach X – disease mycoplasm /phytoplasma/
- Peach yellows mycoplasm /phytoplasma/
- Plum line pattern virus /ilarvirus/ (americký)
- Raspberry leaf curl virus /luteovirus/ (americký)
- Strawberry latent "C" virus /rhabdovirus/
- Strawberry vein banding virus /caulimovirus/
- Strawberry witches' broom mycoplasm /phytoplasma/ n) neevropské viry a virům podobné organismy vyskytující se na Cydonia Mill., Fragaria L., Malus Mill., Prunus L., Pyrus L., Ribes L., Rubus L. a Vitis L.

##### Viry přenášené molicí Bemisia tabaci (Gennadius)
zejména
- Bean golden mosaic virus /begomovirus/
- Cowpea mild mottle virus /carlavirus/
- Lettuce infectious yellows virus /closterovirus/
- Pepper mild tigré virus /begomovirus/
- Squash leaf curl virus /begomovirus/
- Euphorbia mosaic virus /begomovirus/
- Florida tomato virus /syn. = Tomato mottle begomovirus/

#### Parazitické rostliny
- Arceuthobium spp. (neevropské druhy)

### Škodlivé organismy, které se vyskytují v Evropské unii a jsou závažné pro celou Evropskou unii

#### Hmyz, roztoči a háďátka ve všech stadiích vývoje
- Diabrotica virgifera virgifera Le Conte
- Globodera pallida (Stone) Behrens
- Globodera rostochiensis (Wollenweber) Behrens
- Meloidogyne chitwoodi Golden et al. (veškeré populace)
- Meloidogyne fallax Karssen
- Opogona sacchari (Bojer)
- Popillia japonica Newman
- Rhizoecus hibisci Kawai et Takagi
- Spodoptera littoralis (Boisduval)

#### Bakterie
- Clavibacter michiganensis ssp. sepedonicus (Spieckermann et Kotthoff) Davis et al.
- Pseudomonas solanacearum (Smith) Smith /syn. = Ralstonia solanacearum (Smith) Yabuuchi et al./

#### Houby
- Melampsora medusae Thümen
- Synchytrium endobioticum (Schilbersky) Percival

#### Viry a virům podobné organismy
- Apple proliferation mycoplasm /phytoplasma/
- Apricot chlorotic leafroll mycoplasm /syn. = European stonefruit yellows phytoplasma/
- Pear decline mycoplasm /phytoplasma/

### Škodlivé organismy, jejichž zavlékání a rozšiřování na území určitých chráněných zón je zakázáno
- Bemisia tabaci (Gennadius)
- Daktulosphaira vitifoliae (Fitch) /syn. = Viteus vitifoliae (Fitch)/
- Globodera pallida
- Leptinotarsa decemlineata
- Liriomyza bryoniae

#### Viry a virům podobné organismy
- Beet necrotic yellow vein virus (furovirus)
- Tomato spotted wilt virus (tospovirus)

## Škodlivé organismy, jejichž zavlékání a rozšiřování je zakázáno, pokud se vyskytují na určitých rostlinách anebo rostlinných produktech

### Škodlivé organismy, jejichž zavlékání a rozšiřování na území Evropské unie je zakázáno, pokud se vyskytují na určitých rostlinách nebo rostlinných produktech

#### Škodlivé organismy, které se nevyskytují v Evropské unii a jsou závažné pro celou Evropskou unii

##### Hmyz, roztoči a háďátka ve všech stadiích vývoje
- Aculops fuchsiae Keifer
- Agrilus planipennis Fairmaire
- Aleurocanthus spp.
- Anthonomus bisignifer Schenkling
- Anthonomus signatus Say
- Aonidiella citrina (Coquillett)
- Aphelenchoides besseyi Christie1)
- Aschistonyx eppoi Inouye
- Bursaphelenchus xylophilus
- Carposina niponensis (Walsingham)
- Diaphorina citri Kuwayana
- Enarmonia packardi (Zeller)
- Eotetranychus lewisi (McGregor)
- Grapholita inopinata Heinrich
- Hishimonus phycitis (Distant)
- Leucaspis japonica (Cockerell)
- Listronotus bonariensis (Kuschel)
- Margarodes spp.
- Numonia pyrivorella (Matsumura)
- Oligonychus perditus
- Pissodes spp.
- Radopholus citrophilus
- Scirtothrips aurantii
- Scirtothrips dorsalis
- Scirtothrips citri (Moulton)
- nosatcovití Scolytidae (neevropské druhy)
- Scrobipalpopsis solanivora Povolny
- Tachypterellus quadrigibbus Say
- Toxoptera citricida (Kirkaldy)
- Trioza erythreae (Del Guercio)
- Unaspis citri (Comstock)

##### Bakterie
- Citrus greening bacterium
- Citrus variegated chlorosis
- Erwinia stewartii (Smith)
- Xanthomonas campestris
- Xanthomonas campestris pv. oryzae

##### Houby
- Alternaria alternata (Fr.)
- Anisogramma anomala (Peck)
- Apiosporina morbosa (Schweinitz)
- Atropellis spp.
- Ceratocystis virescens (Davidson)
- Cercoseptoria pini-densiflorae
- Cercospora angolensis
- Ciborinia camelliae Kohn
- Diaporthe vaccinii Shear
- Elsinoë spp.
- Fusarium oxysporum f. sp. albedinis
- Guignardia citricarpa Kiely
- Guignardia piricola (Nosa)
- Puccinia pittieriana Hennings
- Scirrhia acicola (Dearness), původce choroby hnědá sypavka borovice
- Stegophora ulmea (Schweinitz : Fries) původce choroby listová skvrnitost jilmu
- Venturia nashicola

##### Viry a virům podobné organismy
- Beet curly top virus
- Black raspberry latent virus /ilarvirus/
- Blight and Blight – like
- Cadang – Cadang viroid
- Cherry leaf roll virus /nepovirus/ 
  - Chrysanthemum stem necrosis virus
- Citrus mosaic virus /badnavirus/
- Citrus tristeza virus /closterovirus/
- Leprosis /syn. = Citrus leprosis
- Little cherry pathogen
- Naturally spreading psorosis
- Palm lethal yellowing mycoplasm
- Prunus necrotic ringspot virus2) /ilarvirus/
- Satsuma dwarf virus /nepovirus/
- Tatter leaf virus /syn. = Citrus
- Witches' broom (MLO) /syn. = Lime

#### Škodlivé organismy, které se vyskytují v Evropské unii a jsou závažné pro celou Evropskou unii

##### Hmyz, roztoči a háďátka ve všech stadiích vývoje
- Aphelenchoides besseyi Christie
- Daktulosphaira vitifoliae (Fitch) /syn. = Viteus vitifoliae (Fitch)/
- Ditylenchus destructor Thorne
- Ditylenchus dipsaci (Kühn)
- Circulifer haematoceps (Mulsant
- Circulifer tenellus (Baker)
  - Eutetranychus orientalis (Klein)
  - Helicoverpa armigera (Hübner)
  - Parasaissetia nigra (Nietner)
- Radopholus similis (Cobb) Thorne
- Liriomyza huidobrensis
- Liriomyza trifolii (Burgess)
- Paysandisia archon (Burmeister)

##### Bakterie
- Clavibacter michiganensis ssp.
- Clavibacter michiganensis ssp.
- Erwinia amylovora (Burrill) Winslow et
- Erwinia chrysanthemi pv. dianthicola
- Pseudomonas caryophylli (Burkholder)
- Pseudomonas syringae pv. persicae
- Xanthomonas campestris pv. pruni
- Xanthomonas campestris pv. vesicatoria
- Xanthomonas fragariae Kennedy et
- Xylophilus ampelinus R

##### Houby
- Ceratocystis fimbriata f.sp. platani Walter
- Cryphonectria parasitica
- Didymella ligulicola
- Phialophora cinerescens
- Phoma tracheiphila (Petri)
- Phytophthora fragariae Hickman var. fragariae Wilcox et Duncan
- Plasmopara halstedii (Farlow)
- Puccinia horiana Hennings
- Scirrhia pini Funk et Parker (patogen způsobující červenou sypavku borovice.)
- Verticillium albo-atrum
- Verticillium dahliae Klebahn

##### Viry a virům podobné organismy
- Arabis mosaic virus /nepovirus/
- Beet leaf curl virus /rhabdovirus/
- Chrysanthemum stunt viroid
- Citrus tristeza virus /closterovirus/ (evropské izoláty)
- Citrus vein enation woody gall
- Grapevine flavescence dorée MLO /phytoplasma/
- Plum pox virus /potyvirus/
- Potato stolbur mycoplasm
- Raspberry ringspot virus /nepovirus/
- Spiroplasma citri Saglio et al.
- Strawberry crinkle virus /cytorhabdovirus/
- Strawberry latent ringspot virus /nepovirus/
- Strawberry mild yellow edge virus
- Tomato black ring virus /nepovirus/
- Tomato spotted wilt virus
- Tomato yellow leaf curl virus /bigeminivirus/

#### Škodlivé organismy, jejichž zavlékání a rozšiřování na území určitých chráněných zón je zakázáno, pokud se vyskytují na určitých rostlinách nebo rostlinných produktech

##### Hmyz, roztoči a háďátka ve všech stadiích vývoje
- Anthonomus grandis Boheman
- Cephalcia lariciphila (Wachtl)
- Dendroctonus micans (Kugelann)
- Gilpinia hercyniae (Hartig)
- Gonipterus scutellatus
- lýkožrout menší (Ips amitinus) 
  - lýkožrout modřínový (Ips cembrae)
  - Ips duplicatus
  - Ips sexdentatus
  - Ips typographus
- Sternochetus mangiferae

##### Bakterie
- Curtobacterium flaccumfaciens pv. Dolichos Jacq. flaccumfaciens
- Erwinia amylovora (Burrill)

##### Houby
- Cryphonectria parasitica (Murrill)
- Glomerella gossypii
- Gremmeniella abietina (Lagerberg)
- Hypoxylon mammatum (Wahlenberg)

##### Viry a virům podobné organismy
- Citrus tristeza virus /closterovirus/
- Grapevine flavescence dorée mycoplasm /phytoplasma/